# Jeep Wagoneer S
La Jeep Wagoneer S est un SUV familial 7 places électrique du constructeur automobile américain Jeep produit à partir de 2024.

## Présentation
La Jeep Wagoneer S est présentée le 31 mai 2024 à Francfort en Allemagne. 
Initialement lancé en Amérique du Nord, le Wagoneer S sera également commercialisé sur d'autres marchés, dont l'Europe, selon le constructeur.
Les premiers véhicules sont livrés chez les concessionnaires en janvier 2025 en finition Launch Edition, unique version disponible au lancement.

## Caractéristiques techniques
Le SUV repose sur la plateforme technique STLA Large du groupe Stellantis.

## Finitions
Deux versions sont disponibles. La version initiale, Launch Edition, délivre une puissance de 600 ch via deux moteurs électriques, un par essieu. Le véhicule accélère de 0 à 100 km/h en 3,4 secondes.

En 2025, Jeep élargit la gamme Wagoneer S en introduisant une nouvelle finition Limited, qui vient s'ajouter à l'édition Launch existante. Le Wagoneer S Limited est équipé d'un groupe motopropulseur électrique à deux moteurs développant 500 ch et un couple de 705 N m. Les versions Limited et Launch Edition utilisent la même configuration à deux moteurs et quatre roues motrices et sont toutes deux équipées de la même batterie de 100,5 kWh.

## Concept car
La Jeep Wagoneer S est préfigurée par le concept car Jeep Wagoneer S Concept dévoilé en images par le constructeur en 2022,.